# Чернорученское сельское поселение
Чернорученское се́льское поселе́ние — сельское поселение в Лазовском районе Приморского края.
Административный центр — село Черноручье.

## История
Статус и границы сельского поселения установлены Законом Приморского края от 9 августа 2004 года № 136-КЗ «О Лазовском муниципальном районе»

## Население
| 2007 | 2008  | 2010 | 2011 | 2012 | 2013 | 2014 |
| ---- | ----- | ---- | ---- | ---- | ---- | ---- |
| 1004 | ↗1011 | ↘884 | ↘878 | ↘859 | ↗873 | ↘853 |
| 2015 | 2016  | 2017 | 2018 | 2019 | 2020 |      |
| ↘841 | ↘834  | ↘822 | ↘796 | ↘779 | ↘761 |      |

## Состав сельского поселения
В состав сельского поселения входят 3 населённых пункта:
| № | Населённый пункт | Тип населённого пункта       | Население |
| - | ---------------- | ---------------------------- | --------- |
| 1 | Данильченково    | село                         | ↘176      |
| 2 | Сокольчи         | село                         | ↘335      |
| 3 | Черноручье       | село, административный центр | ↘373      |